# Bumbita
Le bumbita est une langue arapesh (torricelli) parlée en Papouasie-Nouvelle-Guinée, dans la province du Sepik oriental. Elle est principalement parlée par des personnes âgées.

## Dialectes
Cette langue est composée de 5 dialectes repartit dans 13 villages de la province,,:
- Bonahoi
- Urita
- Timingir
- Weril
- Werir